# Schloss Remseck

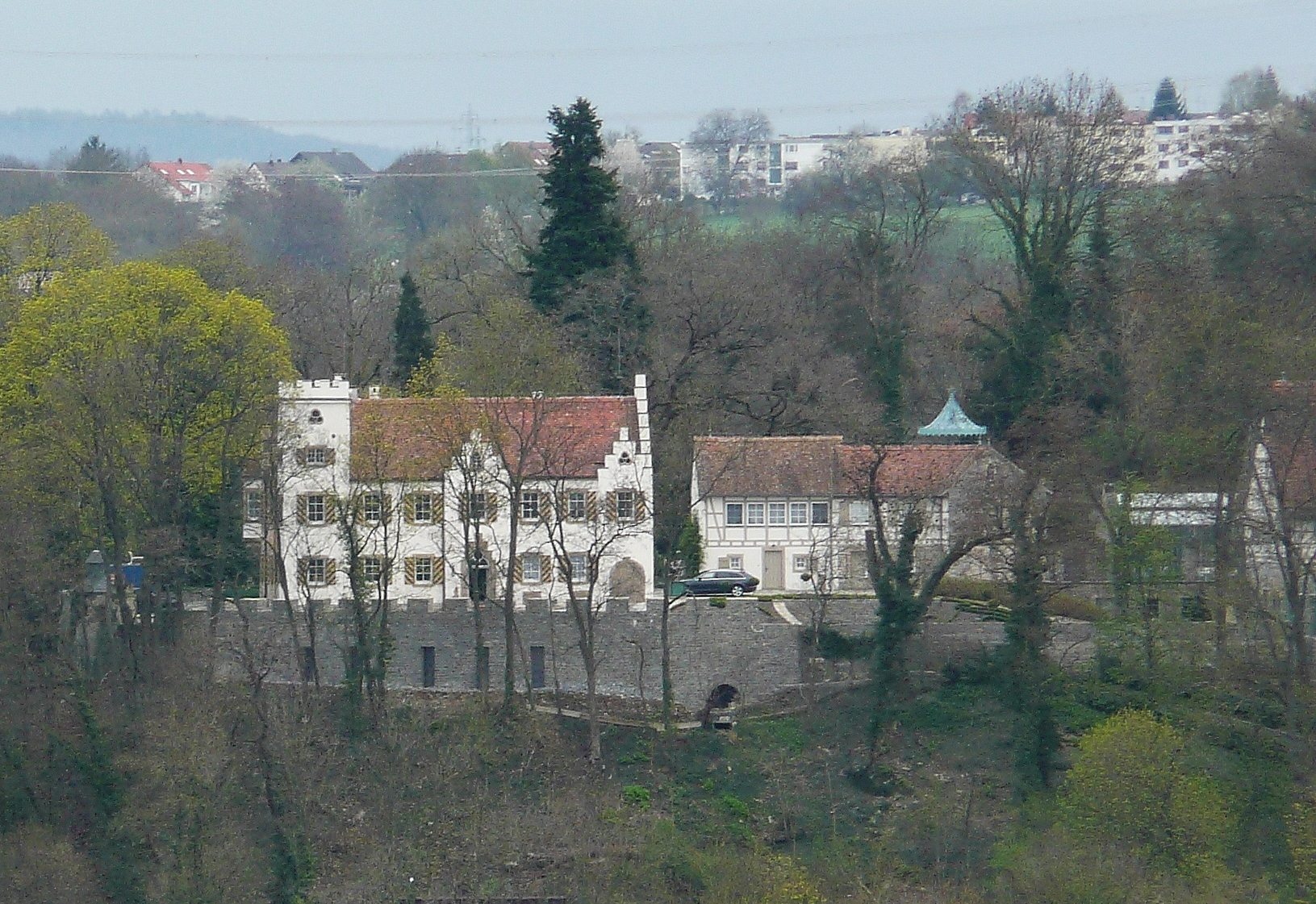
Schloss Remseck (2012)

Schloss Remseck ist ein neugotisches Schloss im Stadtteil Neckarrems der Stadt Remseck am Neckar im Landkreis Ludwigsburg in Baden-Württemberg. Es wurde an Stelle der abgegangenen Burg Rems errichtet und befindet sich auf einem ebenfalls Remseck genannten Bergsporn oberhalb der Remsmündung in den Neckar. Zum 1. Juli 1977 wurde die damalige Gemeinde und heutige Große Kreisstadt Remseck am Neckar nach Schloss Remseck benannt.
In einigen Veröffentlichungen wird das Gebäude auch als Schloss Neckarrems bezeichnet.

## Geschichte

### Burg Rems

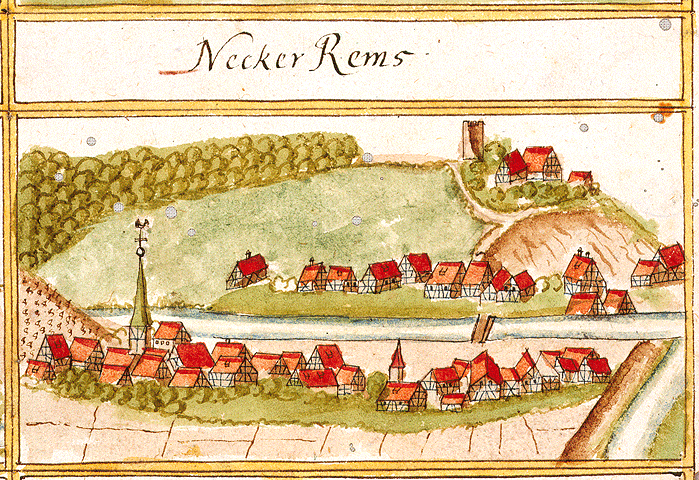
Abbildung von Neckarrems mit dem Bergfried von Burg Rems (oben rechts) im Kieserschen Forstlagerbuch (1686)

Gegen Ende des 11. Jahrhunderts ließ Kaiser Heinrich IV. Burg Rems erbauen. Im Jahr 1268 wurde die Burg bereits als württembergischer Besitz erwähnt. Es handelte sich um eine Grenzfestung, so befand sich beispielsweise bereits das am gegenüberliegenden Neckarufer liegende Rittergut Aldingen damals nicht in der Grafschaft Württemberg. Die württembergischen Grafen Ulrich II. und Eberhard von Württemberg hielten sich öfters in der Burg auf. Im Laufe der Auseinandersetzungen zwischen Graf Eberhard und Kaiser Heinrich VII. wurde Burg Rems schließlich Anfang des 14. Jahrhunderts zerstört. Später befanden sich Angehörige der Familie Nothaft als württembergische Burgmannen auf der von ihnen wiedererrichteten Burg. Im Laufe der Zeit verlor Burg Rems an Bedeutung und wurde im Jahr 1576 abgerissen. Lediglich der Bergfried wurde stehengelassen, wie man in der Abbildung von Neckarrems im Kieserschen Forstlagerbuch von 1686 kann noch erkennen kann.
Im Jahr 1792 stürzte schließlich auch der ungenutzte Bergfried ein.
Bereits für Burg Rems findet sich bezogen auf die Lage auf dem Bergsporn gelegentlich die Bezeichnung Burg Remseck.

### Schloss Remseck
In den Jahren 1841/42 ließ Major Franz von Grimm anstelle der abgegangenen Burg das Schloss Remseck im neugotischen Stil erbauen. Teil der neuen Anlage waren auch ein Wirtschaftshof, eine Scheuer und ein Pferdestall sowie ein großer Garten. Im Jahr 1863 verkaufte Franz von Grimm Schloss Remseck bereits wieder.
Das Schloss ging über auf den aus Celle stammenden Grafen Edzard zu Inn- und Knyphausen und seine Frau Fanny Pauline, einer Tochter des Karl Weiprecht Reinhard von Gemmingen. Als sich die Orte Aldingen, Hochberg, Hochdorf, Neckargröningen und Neckarrems im Jahr 1975 zusammenschlossen, befand sich Schloss Remseck damit in etwa im geographischen Mittelpunkt der neuen Gemeinde. Mit Wirkung zum 1. Juli 1977 wurde diese dann nach dem Schloss benannt. Zuvor trug die Gemeinde den Namen ihres größten Ortsteils Aldingen am Neckar.
Von 1967 bis 1991 unterhielten Anton zu Inn- und Knyphausen und seine Frau Brita Gustavsson-Knyphausen in Räumen des Schlosses eine Kunstgalerie.

### Schlosspark
Der Schlosspark wurde in Folge der Übernahme durch Graf Edzard zu Inn- und Knyphausen auf etwa zwei Hektar im Stile eines englischen romantischen Landschaftsparks auf dem aus Kalkstein bestehenden Sporn zwischen Rems und Neckar angelegt. Die Anlage wurde von dem Stuttgarter Garteninspektor Gustav Adolf Wagner geplant, wie eine Unterschrift auf den im Schloss Remseck vorhandenen Originalplänen zeigt.

## Heutige Nutzung
Bis 2003 blieb das Schloss im Besitz der Familie zu Inn- und Knyphausen. 2003 erwarb Rüdiger Stihl, ein Sohn von Andreas Stihl, das Schloss und ließ es komplett sanieren.